# کنتس سفید
کُنتِس سفید (انگلیسی: The White Countess) فیلمی درام به کارگردانی جیمز ایوری است که در سال ۲۰۰۵ منتشر شد.

## داستان
در شانگهای سال ۱۹۳۶ یک دیپلمات نابینای آمریکایی رابطه‌ای عجیب با پناهنده‌ای روسی که برای حمایت از خانواده همسر از دنیا رفته اش به کاری عجیب مشغول است برقرار می‌کند...

## بازیگران
- رالف فاینز
- ناتاشا ریچاردسون
- ونسا ردگریو
- هیرویوکی سانادا
- لین ردگریو
- مدلن پاتر
- پال برچرد